# Barão de Pontal
Barão do Pontal é um título nobiliárquico brasileiro criado por D. Pedro II do Brasil, por carta de 18 de junho de 1841, a favor de Manuel Inácio de Melo e Sousa.
Titulares
1. Manuel Inácio de Melo e Sousa (1771—1859) – senador durante o Segundo Império brasileiro;
2. Antônio Luís de Azevedo (1809—1875) – genro de Antônio Ferreira de Brito, 1.º barão da Boa Esperança.